# Linfärjan Lee-Flora
Linfärjan Lee-Flora, färja 293, är en av Trafikverket Färjerederiets färjor. Hon byggdes av Smögens Plåt & Svetsindustri AB på Smögen och levererades 1972 för att sättas in på Sund-Jarenleden mellan Sund och Jaren över Stora Le i Nössemarks socken i Dalsland.